# René Puthaar
René Puthaar (Deventer, 1964) is een Nederlands dichter. 
Puthaar debuteerde in 1999 met gedichten in De Gids, waarna zijn eerste bundel Dansmuziek in 2000 verscheen bij uitgeverij Meulenhoff.
Op grond van Dansmuziek werd hem in 2001 de Lucy B. en C.W. van der Hoogtprijs toegekend door de Maatschappij der Nederlandse Letterkunde.
Sinds 2003 woont Puthaar in Frankrijk.

## Publicaties
- 2012: Het wilde kind, Amsterdam, Atlas Contact[3]
- 2003: Hier en daar, Amsterdam, Augustus, ISBN 90-457-0061-1
- 2000: Alles retour, Amsterdam, Herik, ISBN 90-73036-82-8
- 2000: Dansmuziek, Amsterdam, Meulenhoff, ISBN 90-290-6618-0